# 庄学校前駅
庄学校前駅（しょうがっこうまええき）は、石川県加賀市庄町に存在した北陸鉄道山代線（加南線）の駅である。1971年（昭和46年）、同線の廃線に伴い廃駅となった。

## 概要
国道8号（国道305号重複）加賀バイパスの庄跨道橋を過ぎたところに位置し、近くには加賀市立庄小学校がある。

## 歴史
- 1930年（昭和5年）：温泉電軌の駅として開業。
- 1943年（昭和18年）10月13日：合併により北陸鉄道動橋線の駅となる。
- 1963年（昭和38年）7月19日：動橋線の山代線への改称により同線の駅となる。
- 1971年（昭和46年）7月11日：加南線全線廃止により廃駅。

## 駅構造
片面ホーム1面1線の無人駅。

## 隣の駅
北陸鉄道
山代線
宇和野駅 - 庄学校前駅 - 庄駅

## 廃止後
駅跡は道路となっている。
国道8号（国道305号重複）加賀バイパスの庄跨道橋は2017年の加賀拡幅により撤去されており、山代線を跨いでた道路が消えた。